# Phoebuskartell
Das Phoebuskartell (auch bekannt als Glühlampenkartell, ehem. Glühbirnenkartell)  war ein Gebiets-, Normen- und Typenkartell, das am 15. Januar 1925 in Genf von den international führenden Glühlampenherstellern gegründet wurde. Ziel des Kartells waren Absprachen zum Austausch von Patenten und technischen Informationen sowie die Aufteilung des Weltmarktes für Glühlampen unter den Beteiligten.
Bekannt wurde das Kartell in neuerer Zeit durch die Absprache zur Begrenzung der Lebensdauer von Glühlampen auf 1000 Stunden. Es ist umstritten, ob es sich hierbei um eine legitime Normung oder eine illegitime Kartellabsprache handelte. Das Kartell existierte nachweislich bis mindestens 1942. Der Name leitet sich von der 1925 in Genf eingetragenen Firma Phoebus S.A. Compagnie Industrielle pour le Développement de l’Éclairage ab, an der die Kartellmitglieder Anteile gemäß ihren Marktanteilen hielten.

## Regulierungen durch das Kartell

### Standardisierung der Lebensdauer
Eine der zentralen Übereinkünfte des Kartells war eine Standardisierung der Lebensdauer von Glühlampen auf 1000 Stunden. Um die Brenndauer der Glühlampen zu reduzieren und den Standard zu überwachen, wurde ein erheblicher technischer Aufwand betrieben.
Die Standardisierung der Lebensdauer durch das Kartell wird oftmals als Beispiel für geplante Obsoleszenz in der Industrie angeführt. Andere stellen die Obsoleszenz-Behauptung als Verschwörungstheorie dar. Immerhin konnte eine Vereinbarung über die Lebensdauer von Glühlampen für den Verbraucher durchaus sinnvoll sein, denn es existiert technisch und ökonomisch ein Zielkonflikt zwischen den Parametern
1. Lebensdauer
2. Helligkeit und
3. Stromverbrauch.

Die Parameter Helligkeit und Stromverbrauch müssen zulasten des Parameters Lebensdauer optimiert werden. Seit den 1920er Jahren hat es keine wesentlichen Verbesserungen der Lebensdauer durch Innovationen im Material des Glühfadens gegeben, zu den Möglichkeiten wesentlicher Verbesserungen äußerten sich Experten skeptisch.
Bei fehlender Standardisierung kann ein Wettbewerb zwischen den Anbietern über die Optimierung einzelner Parameter stattfinden, wobei die Käufer gezielt in die Irre geführt werden können. Die Standardisierung der Lebensdauer führte daher, so die Argumentation des am Kartell beteiligten Glühlampenherstellers Osram, zu einem faireren Wettbewerb und größerer Transparenz bei Kaufentscheidungen. In internen Schreiben führten die beteiligten Firmen auch höhere Verkaufszahlen als Argument für eine niedrigere Lebensdauer an.
Dass die meisten der bis zum Glühlampenverbot erhältlichen Standardglühlampen nicht länger als durchschnittlich 1000 Betriebsstunden hielten, kann mit einem Kompromiss zwischen Lebensdauer und Lichtausbeute begründet werden. Für Spezialanwendungen wie Verkehrsampeln werden Lampen mit erhöhter Lebensdauer produziert, die jedoch etwa nur die halbe Lichtausbeute gegenüber Allgebrauchslampen haben (380 lm gegenüber 730 lm). Umgekehrt gibt es z. B. Fotolampen, die eine erhöhte Lichtausbeute und Farbtemperatur haben, dafür aber eine für allgemeine Beleuchtungszwecke inakzeptabel geringe Lebensdauer aufweisen.
(Vgl. auch diese Grafik im Artikel Glühlampe; Lebensdauer.)

### Sonstige Absprachen
Neben der Standardisierung der Lebensdauer wurden Wissenstransfer und uneingeschränkter Patentaustausch zwischen den Mitgliedsfirmen beschlossen sowie eine Abgleichung der Produktionsmethoden und Vereinheitlichung von Lampenfassungen und -Sockeln. So setzte das Kartell die heute noch weltweit einheitlichen Lampensockel E27 und E14 durch.
Zusätzlich teilte man den weltweiten Markt in Untermärkte auf, die lokal begrenzt waren (Gebietskartell). Jedem der Teilnehmer wurde ein „Heimmarkt“ zugestanden, in dem er, ohne die Konkurrenz der anderen Teilnehmer befürchten zu müssen, seine Produkte vertreiben konnte. Dies war effektiv, da die Mitgliedsfirmen des Phoebuskartells auf dem Weltmarkt zu dieser Zeit einen Marktanteil von über 80 % besaßen. So konnte jeder der Teilnehmer fast ohne nennenswerte Konkurrenz seine Produkte verkaufen, weshalb jeder die Preise auch fast nach Belieben ansetzen konnte.
Die Einhaltung der zugewiesenen Kontingente wurde intern ebenso streng überwacht wie die Beachtung der festgesetzten Produktlebensdauer; bei Zuwiderhandeln drohten finanzielle Sanktionen. Eine Tabelle aus dem Jahr 1929 etwa listet exakt auf, wie viele Schweizer Franken eine Firma zu bezahlen hatte, deren Lampen die 1000-Stunden-Grenze überschritten, gestaffelt nach Höhe der darüber hinausgehenden Leuchtdauer.

## Auflösung
Nach dem Eintritt der USA in den Zweiten Weltkrieg im Jahr 1941 verschwand das Kartell offiziell. Für die Ansicht, es habe bis in die 1990er Jahre weiter existiert oder bestehe sogar noch heute, gibt es keine Beweise.

## Rechtslage
Im Oktober 1942 erhob die US-Regierung Anklage gegen General Electric und andere beteiligte Unternehmen wegen illegaler Preisabsprachen und unlauteren Wettbewerbs. Nach einem elf Jahre dauernden Rechtsstreit wurde General Electric 1953 verurteilt und unter anderem die Reduzierung der Lebensdauer von Glühlampen verboten; zu einer geforderten Strafzahlung kam es jedoch nicht.
Nach heutiger Rechtslage gilt dieses Kartell in Deutschland als ausnahmslos verbotenes Gebietskartell (Gesetz gegen Wettbewerbsbeschränkungen). Das Bundeskartellamt begründet das Verbot durch das generelle Verbot von Kartellen. Dieses kann nur in einigen Ausnahmefällen auf eine Prüfung der möglichen Kartellteilnehmer hin und nach Anhörung aller Beteiligten genehmigt werden. Ein Gebietskartell ist in jedem Fall illegal, da es
- Unternehmen in ihrem Recht beschneidet, in jeden beliebigen Markt einzusteigen,
- andere Marktteilnehmer benachteiligt, da sie nach wie vor mit allen anderen Teilnehmern konkurrieren müssen und
- auf den neu entstandenen Untermärkten überhöhte Preise zu befürchten sind.

## Mitglieder des Phoebuskartelles
Am Phoebuskartell waren alle seinerzeitigen großen internationalen Hersteller von Glühlampen beteiligt, beispielsweise:
- Associated Electrical Industries (Nachfolger von Thomson-Houston)
- Compagnie des Lampes[18]
- ELIN (Mitglied im Jahr 1939)[19]
- General Electric Company[18]
- Osram[18]
- Philips[18]
- Radium Lampenwerk
- Tungsram
- Johann Kremenezky (Mitbegründer des Kartells)